# アリエル4号
アリエル4号（英: Ariel 4, UK 4）はイギリスの電離層研究用人工衛星。ブリティッシュ・エアクラフト・コーポレーションが製作し、科学技術研究評議会が運用を行った。打ち上げ時の重量は100 kg。
1971年12月11日20時47分01秒（GMT）、ヴァンデンバーグ空軍基地の5番発射台より打ち上げられた。打ち上げはアメリカのNASAが担当し、Scout B-1ロケットが使用された。アリエル4号は近地点473km、遠地点590km、軌道傾斜角82.9度、周期95.3分の低軌道に投入された。1978年12月12日、軌道減衰した。